# Villa Sigmundt
Die Villa Sigmundt, auch Villa Stern oder Villa Ferro, ist ein Landhaus aus dem 19. Jahrhundert in Triest in der italienischen Region Friaul-Julisch Venetien. Sie liegt in der Via Rossetti 44–46.

## Geschichte
Die Villa Sigmundt wurde 1861 von Giovanni Berlam im Auftrag von Edmund Sigmundt, einem reichen Schwammhändler aus Triest erbaut. Später wurde sie mehrfach verkauft und nahm jeweils den Namen des neuen Besitzers an.
Das Landhaus, das im Stil toskanischer Villen im Chiadino-Viertel wurde seit seinem Bau nicht verändert. Auch der umgebende Garten blieb unverändert. Der neue Besitzer Stern ließ 1922 lediglich die Wendeltreppe gegen eine gerade Treppe tauschen und die Zugänge zu den angrenzenden Räumen anpassen. Zwischen den beiden Weltkriegen kaufte die jüdische Familie Ferro, Gold- und Edelsteinhändler, die ursprünglich aus Korfu stammte, das Anwesen. Im Zweiten Weltkrieg war das Anwesen von der deutschen Wehrmacht requiriert und danach von der alliierten Militärregierung. 2021 verkaufte der letzte Nachkomme der Familie das Anwesen erneut. Der Käufer ist nicht bekannt.